# Продаја
Продаја је скуп активности око размене добара или услуга за новац или други медијум размене.